# ドゥリオ・ドゥルキス
Durio dulcisは、ドリアン属（Durio）のかなり大きな樹木である。Durian marangang（またはmerangang）、レッドドリアン（赤ドリアン）、tutong、lahongとも呼ばれる。高さは最大40メートルまで成長する。果実の殻は暗赤色から茶色がかった赤色で、細身の長さ15–20 cmの棘で覆われている。果肉は暗黄色で、薄く、深いキャラメル風味とテレビン油の匂いを有する。この種の果実は多くの人々によって全てのドリアンの中で最も甘いと考えられている。